# シーニゲプラッテ高山植物園

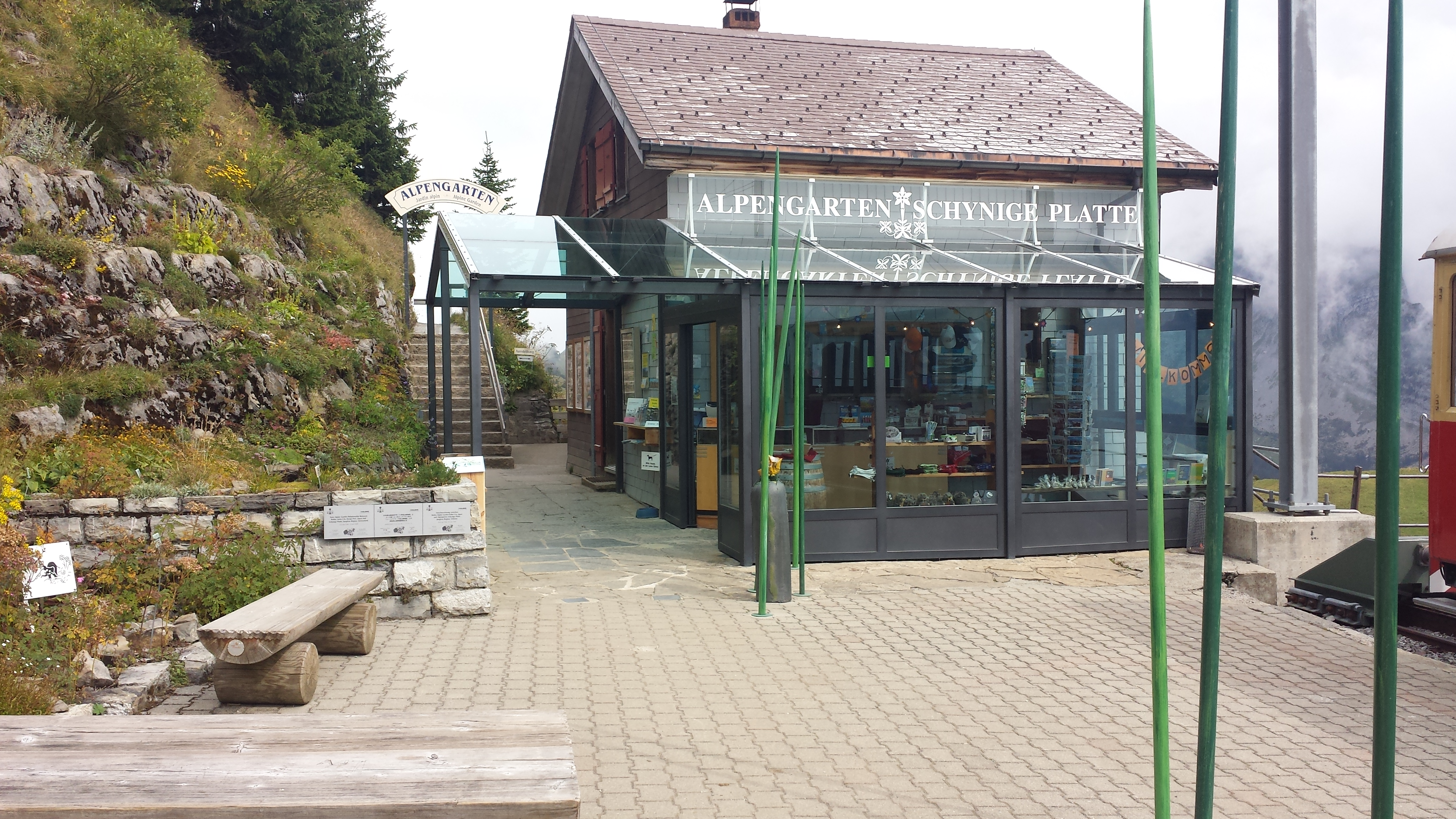
植物園の入り口

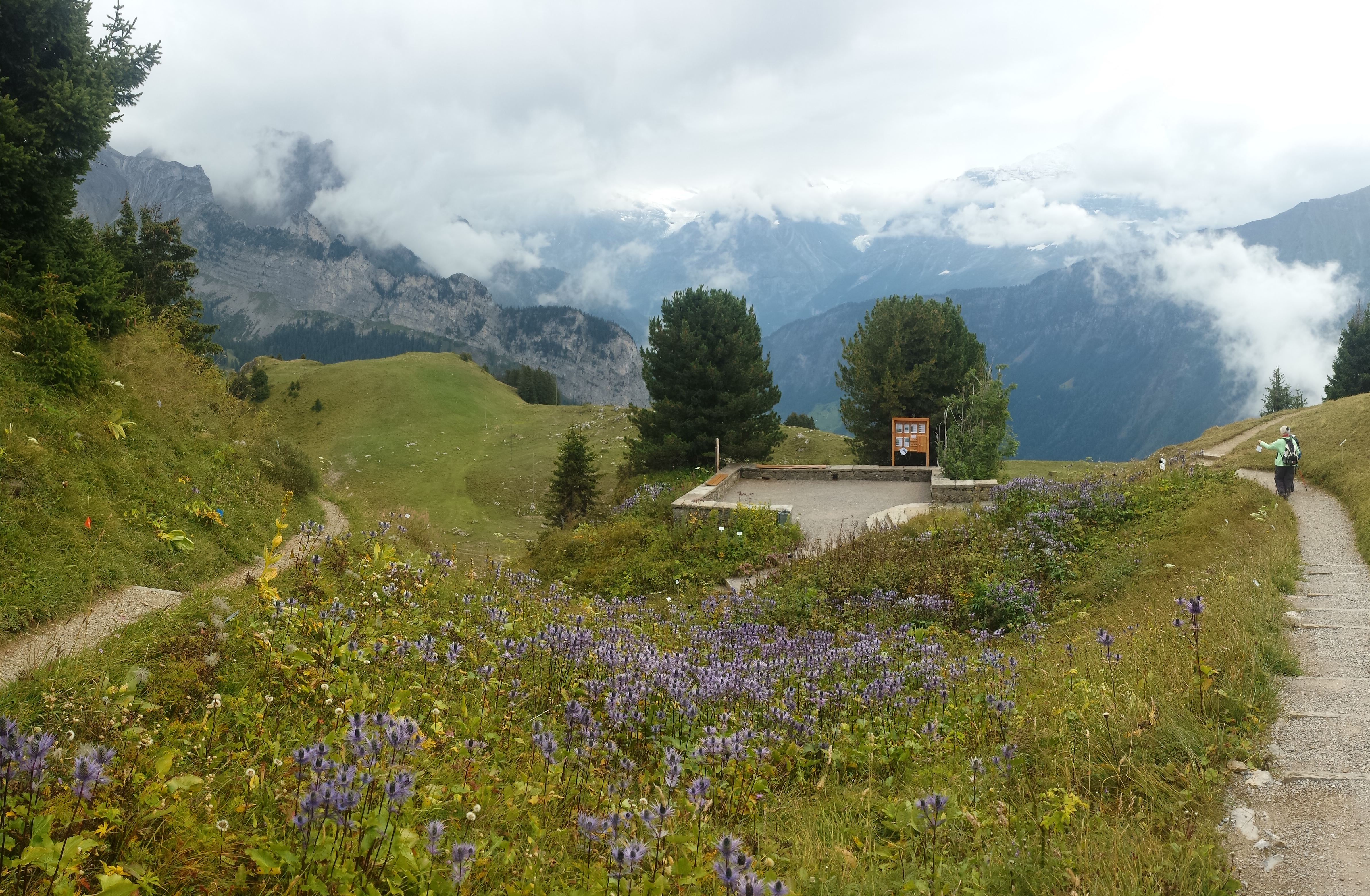
9月の植物園

シーニゲプラッテ高山植物園 （独：Alpengarten Schynige Platte  英：Schynige Platte Alpine Garden）は、スイス、ベルン州、ベルナーオーバーラント地方のシーニゲプラッテにある高山植物園である。

## 概要
シーニゲプラッテ高山植物園には、標高約1950 - 2000メートル (m) の山岳地帯に約600種類の高山植物が栽培されており、散策路を歩きながら時期に応じた花を鑑賞することができる。園内の散策路は、標高2067 mの山、グミホルン Gumihornの周囲に整備され、高山植物研究の分野でも高い評価を得ている。高山植物園の総面積は8,323平方メートル (m2)。年間の平均気温は+1 ℃である。
麓の村、ヴィルダースヴィルから登山電車（シーニゲプラッテ鉄道）で標高1967 mのシーニゲプラッテ駅まで上がると、隣接した位置に高山植物園の入り口がある。開園は6月から10月中旬まで。夏の間、数名のスタッフにより維持管理されており、ガイドツアーも編成されている。
シーニゲプラッテ高山植物園は、2008年に兵庫県神戸市の六甲山山頂付近に位置する六甲高山植物園と姉妹提携を結んでいる。